# 조반 완행선
조반 완행선(일본어: 常磐緩行線 조반칸코센[*])은 동일본여객철도 조반선 내, 도쿄도 아다치구의 아야세역에서 이바라키현 도리데시의 도리데역까지의 복복선 구간에서 각역정차 전철이 운행되는 선로의 호칭이다.
안내 상으로는 조반선 각역정차(일본어: 常磐線各駅停車 조반센카쿠에키테이샤[*])이라 불린다. 기타센주역 ~ 아야세역 구간은 동일본 여객철도의 관리 구간이 아니지만, 운임 구간 상으로 같은 구간으로 처리하기 때문에 함께 묶어 안내하고 있다.

## 개요

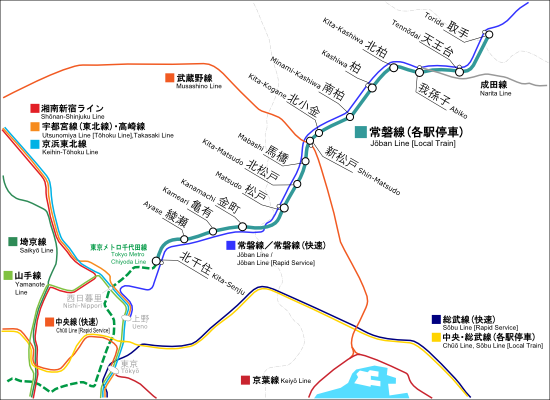
노선도

도쿄 지구의 전철 특정 구간의 운전 계통의 하나로, 도쿄 메트로 지요다 선과 직결 운행함과 동시에 도쿄 도심과 지바현 북부의 마쓰도·가시와·아비코 및 이바라키현 남부의 도리데의 각 도시를 각역정차로 잇고 있다. 또, 도쿄 메트로 소유의 차량을 사용하는 일부 전철은 지요다 선을 경유하고, 오다큐 전철 오다와라 선·다마 선까지 직결 운행하고 있다.
JR동일본의 전신인 일본국유철도(국철)의 시대, 통근객의 증대에 따르는 '통근 5방면 작전'의 일환으로서 기타센주역 - 도리데역 간의 복복선화가 이루어지고, 동시에 그때까지 각역정차로서 우에노역 - 도리데 역 간을 운전하고 있던 전철의 완급분리가 이루어졌다. 이후, 선로의 통칭으로서 각역정차가 주행하는 선로는 '조반 완행선', 신설된 쾌속 전철 및 도리데 이북 직통의 열차가 주행하는 선로는 '조반 쾌속선'이라 불리게 되었다. 그리고 이 완급분리에 따라 완행선은 제도고속도교통영단(지금의 도쿄 메트로) 도쿄 지하철 지요다 선과 직결 운행하게 되었다.
일부의 역에만 승강장이 있는 쾌속선과는 달리 완행선은 모든 역에 승강장이 있고, 운전되는 전철도 모두 각역정차이다. 시간표, 운전 형태, 차량은 직결 운행 중인 지요다 선과 일체화되어 있으며, 쾌속선과는 사뭇 다르기 때문에 쾌속선과는 별도의 운행 체계로 취급되고 있다.
다른 동일본 여객철도의 도쿄권 근교 방사 노선과는 달리 야마노테 선과 접속하지 않는 노선이기 때문에 지요다 선에서 야마노테 선으로 갈아탈 수 있는 니시닛포리역에서 기타센주 역을 거쳐 동일본 여객철도 노선으로 갈아타는 경우의 운임 혜택이 제공되고 있다. 한편, 동일본 여객철도 노선과 사철 노선의 직통이기 때문에 상호 제휴를 통한 회송이나 시운전을 제외하면 임시 열차가 운전되는 경우는 거의 없으며, 동일본 여객철도 구간 안에서만 운전하거나 도쿄 메트로, 오다큐 전철 구간까지 직결 운행하는 세 형태로 나뉜다. 오다큐나 도쿄 메트로의 시간표 개정에 영향을 받기도 하지만, 조반 완행선 내에서의 큰 시간표 변경은 없다.
노선색은 ■ 에메랄드그린색이지만, 쾌속 전철과의 구별의 위해서 ■ 회색을 사용하는 것도 있다.

## 운행 형태
새벽에서 아침 시간대까지, 그리고 저녁에서 밤과 심야 시간대까지 사이의 일부 열차만을 제외하고 모든 열차가 도쿄 메트로 지요다 선으로, 그리고 그 중 일부 열차는 오다큐 오다와라 선을 경유하여 다마 선 가라키다 역까지 직결 운행한다. 때문에 지요다 선과 거의 일체화한 운전 계통을 형성하고 있다. 세 회사의 구간을 모두 운행하는 열차는 평일 아침 오다와라 선에서 오는 급행 2편을 제외하고 모두 다마 급행이다. 사가미오노 역·혼아쓰기 역 시발 전철은 2010년 3월 현재는 아야세역 종착만 운행한다.
아비코역 - 도리데역 간은 아침·저녁의 일부 시간대만 운행되고 있다. 아침·저녁에는 마쓰도역·가시와역 시종착의 열차도 있다. 이 이외는 대부분의 전철이 (지요다 선 - ) 아야세 역 - 아비코 역 간에서 운전되고 있다. 아비코 역 - 도리데 역 간은 낮에는 운행하지 않으며(이 구간은 급행도 각역정차를 한다.) 신제 차량의 시운전, 훈련인 경우가 많다.
신호 시스템은 ATC(차내 신호식, ATC-10형)이고, 지요다 선과 같은 시스템을 사용한다. 동일본 여객철도 소유 차량은 오다큐의 ATS(OM-ATS)와 열차 무선을 탑재하여 있지 않기 때문에 오다큐 선과 직결 운행을 할 수 없고, 오다큐 소유 차량도 동일본 여객철도 구간으로 직결 운행을 못하기 때문에, 세 회사 구간을 모두 직결 운행할 수 있는 열차는 도쿄 메트로 소유 차량 뿐이다. 그러나 2016년 3월 26일부터는 오다큐 소유 차량도 동일본 여객철도 구간으로, 동일본 여객철도 소유 차량도 오다큐선에 진입하는 것이 가능하다.
또, 조반선·지요다 선에서 오다큐 선으로 직결 운행하는 상행 전철은 요요기우에하라 역에서 다마 급행이 되고, 지요다선 안에서도 종별을 표시하지만, 조반선 안에서는 각역정차이고, 아야세 역까지는 종별 표시가 없다. 반대로 오다큐 선에서 지요다선·조반선에 직통하는 전철(다마 급행, 급행, 아야세 행 준급)은 지요다선·조반선내는 각역정차이기 때문에, 시모키타자와 역의 발차후에 종별을 표시하지 않고 행선지까지 운전한다. 최근에는 JR동일본의 역 승강장과 개찰구의 발차 안내 표시기에서 오다큐 선의 운행 정보를 표시하게 되었다.

### 소요 시간
기타센주 역 - 마쓰도 역 간이 약 12분（아야세 역 - 마쓰도 역은 약 8분）, 마쓰도 역 - 가시와 역 간이 약 14분, 가시와 역 - 도리데 역 간이 약 12분, 기타센주 역 - 마쓰도 역 간에서 약 4분, 마쓰도 역 - 가시와 역 간에서 약 6분 정도 걸린다. 정차역이 많기 때문에 쾌속보다 시간이 더 걸린다. 도리데 역 - 가시와 역 간은 쾌속을 이용하나 완행을 이용하나 시간 차이가 별로 없다.

### 운행 간격
상행(아야세 방면)은 아침은 평일 약 3분 간격, 토요일·휴일 약 6분 간격, 낮은 약 12분 간격, 저녁는 평일 약 5분 간격, 토요일·휴일 약 7분 간격, 아침은 평일 약 6 - 8분 간격, 토요일·휴일 약 10 - 20분 간격으로 운행한다.
하행(도리데 방면)은 아침은 평일 약 5분 간격, 토요일·휴일 약 6분 간격, 낮은 약 12분 간격, 저녁는 평일 약 4분 간격, 토요일·휴일 약 6분 간격, 아침은 평일 약 6 - 8분 간격, 토요일·휴일 약 10 - 15분 간격으로 운행한다.
다만, 구간 운행 열차의 영향 등에 인해서, 그것을 포함하지 않는 구간에서 간격은 다소 차이가 있다(상기 간격은, 가장 운전 빈도가 높은 구간의 것).
운전 개수가 충분하지 않다는 요구가 계속되고, 가메아리역·가나마치역이 있는 가쓰시카구 의회에서는 전철의 증발 요구가 자주 의제에 오른다.

### 여성 전용 차량
2006년 5월 15일부터 여성 전용 차량이 도입되었다. 평일 7시 10분부터 9시 30분까지에 아야세 역을 발차하는 전철으로, 요요기우에하라 쪽의 1량째(1호차)에 설정되어 있다. 지요다 선 요요기우에하라 역까지 실시, 9시 30분에 일제 종료이 된다.
동일본 여객철도에서는 사이쿄 선, 주오 쾌속선에 버금가는 세 번째의 도입이었다.

## 차량
- E233계 2000번대
- 도쿄 메트로 16000계
- 오다큐 4000형 - 2016년 3월 26일부터 운행 개시

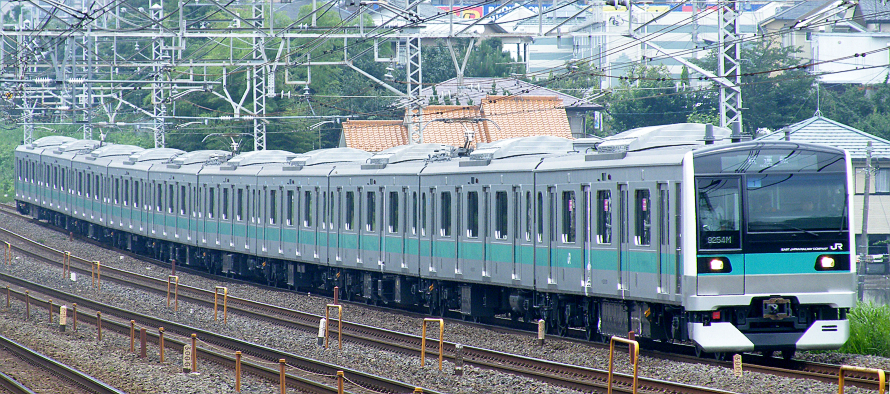
E233계 2000번대
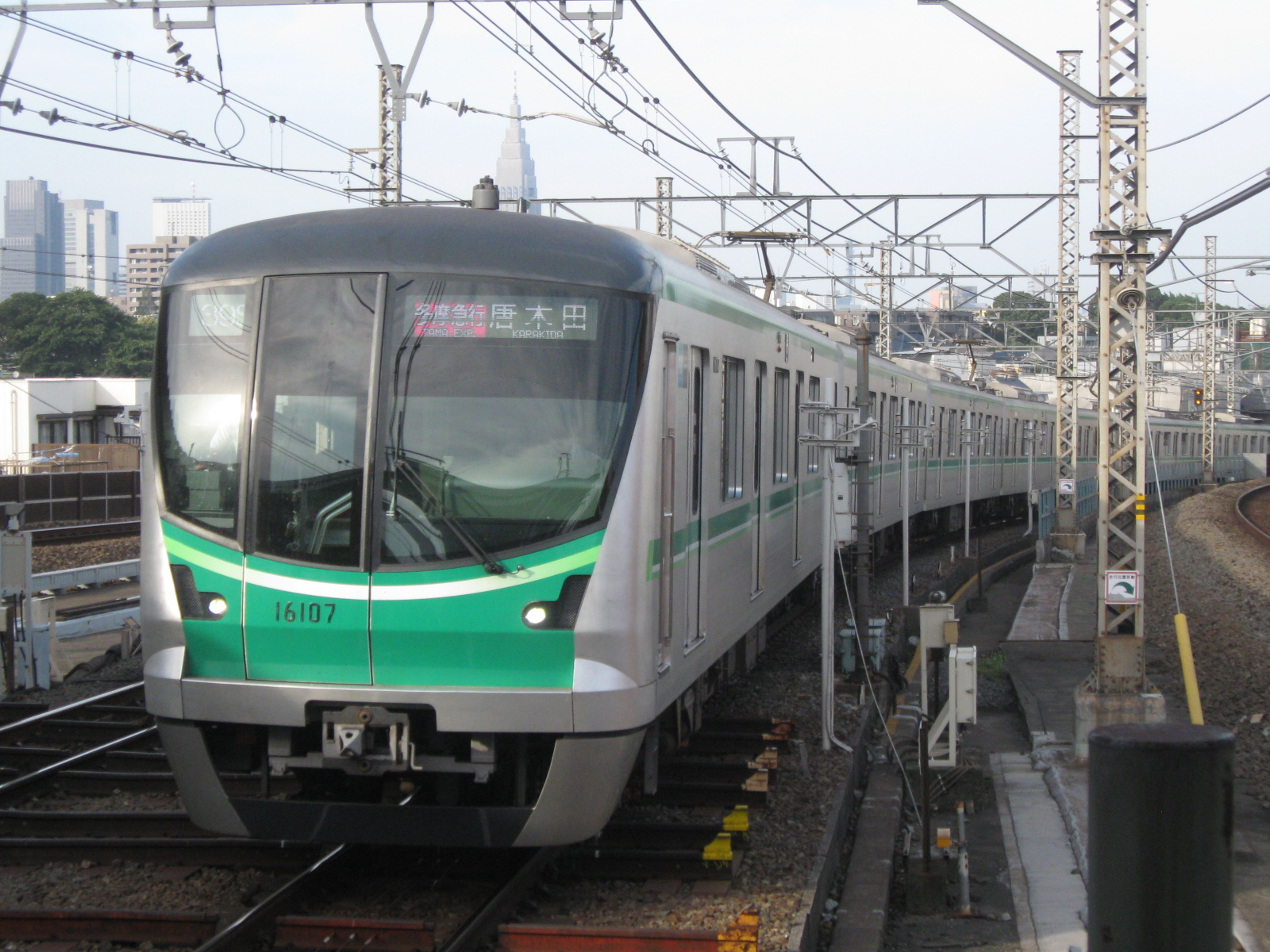
도쿄 메트로 16000계
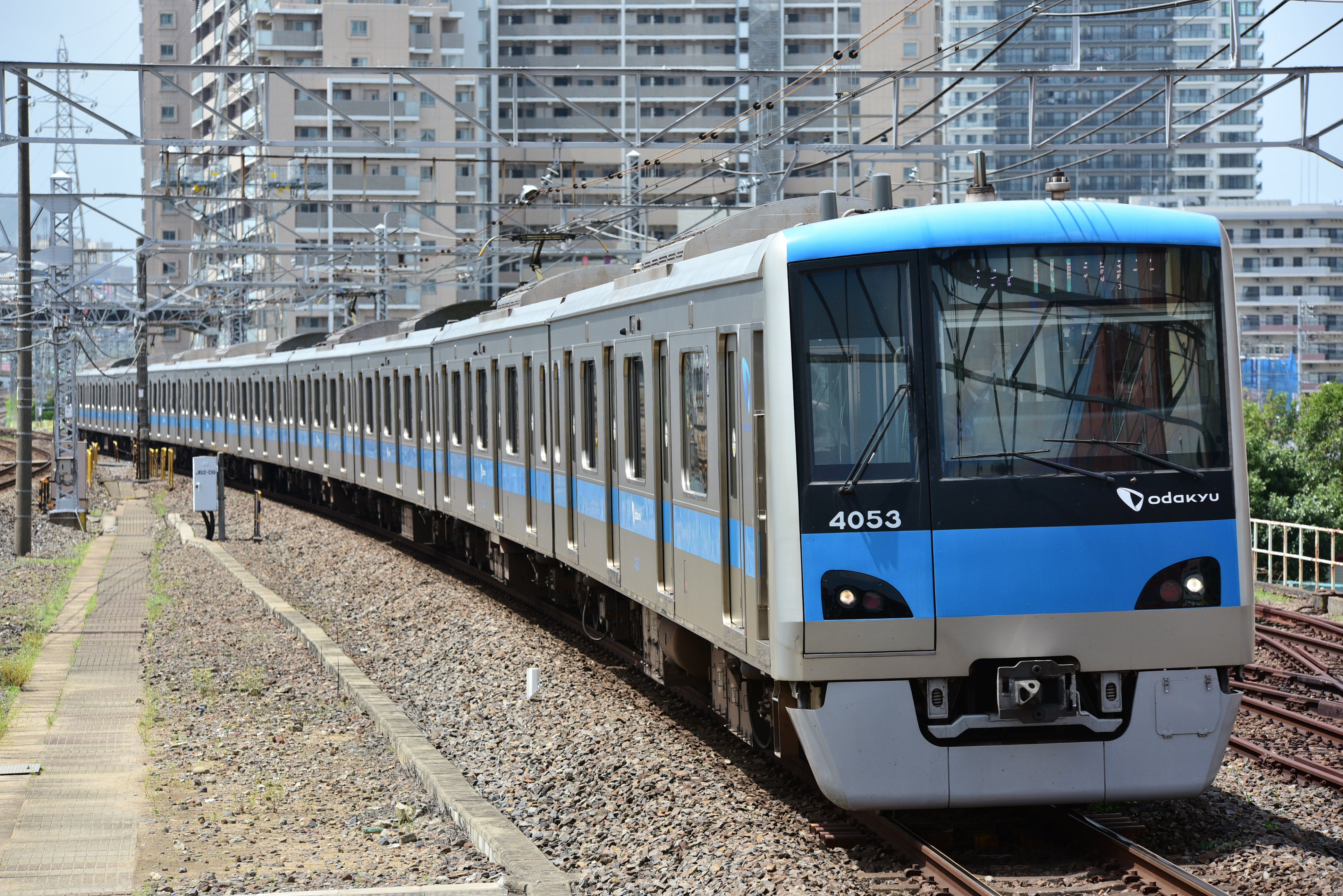
오다큐 4000형

### 과거에 운행된 차량
- 103계 1000번대
- 203계 - 2011년 9월 26일 운행 종료
- 207계 900번대 - 2009년 12월 5일 운행 종료.
- 209계 1000번대 - 2018년 10월 13일에 운행 종료후 주오 쾌속선으로 이적
- 도쿄 메트로 5000계
- 도쿄 메트로 07계
- 도쿄 메트로 06계 - 2015년 1월 28일 운행 종료, 9월 22일 폐차

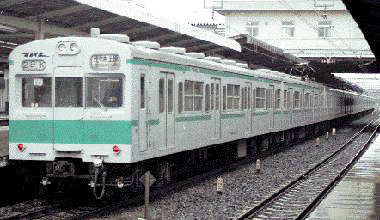
103계 1000번대
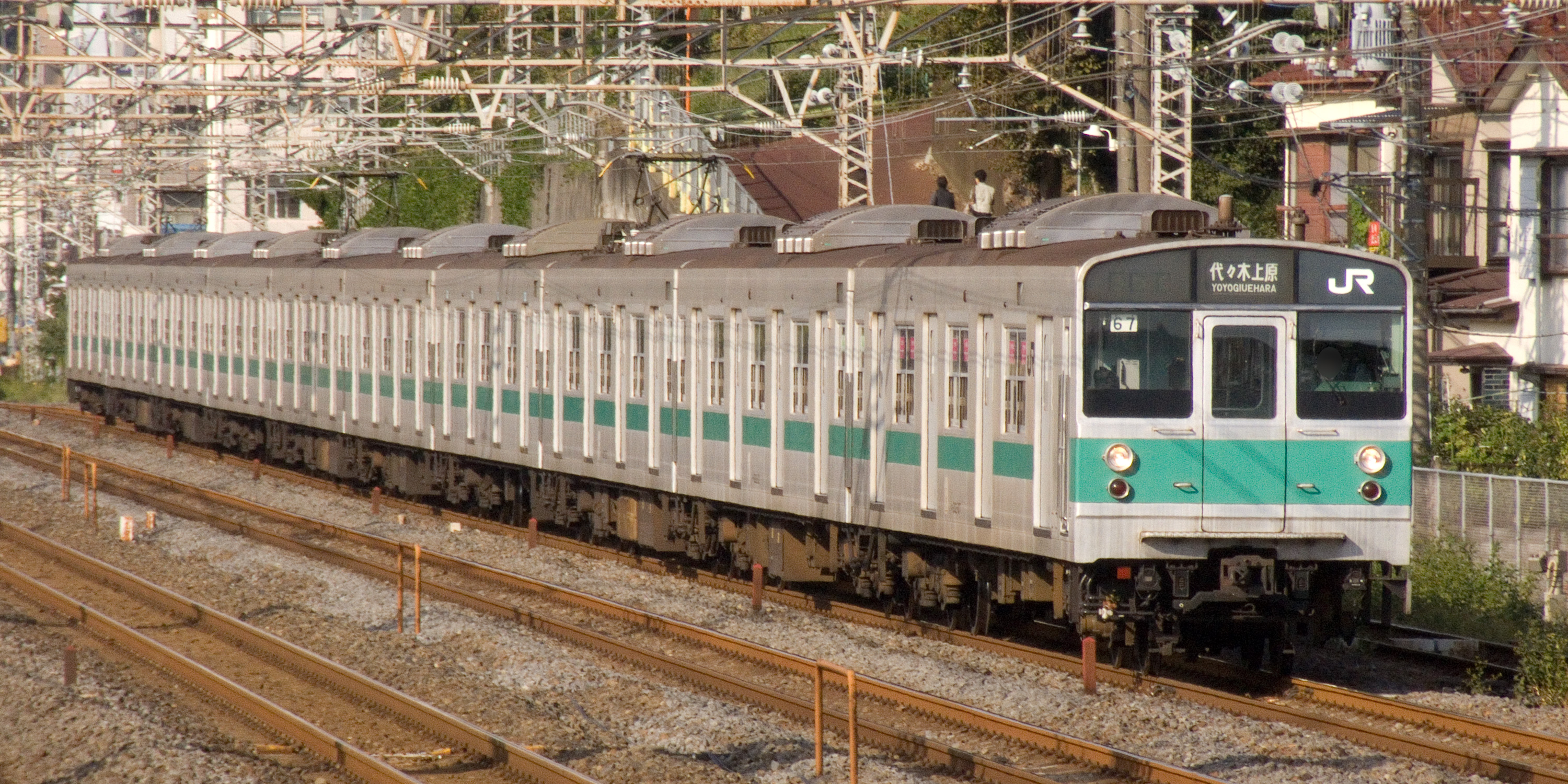
203계
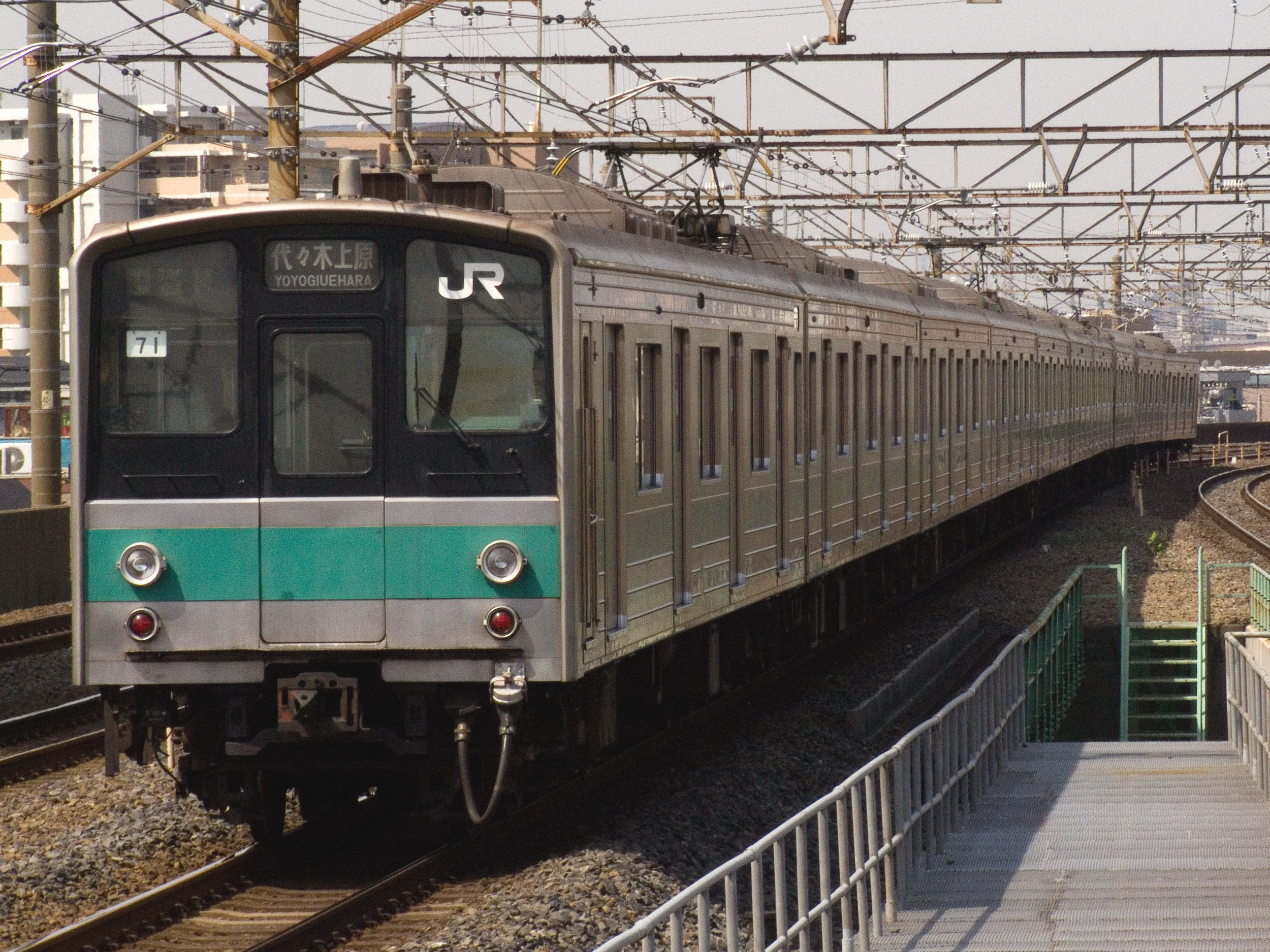
207계
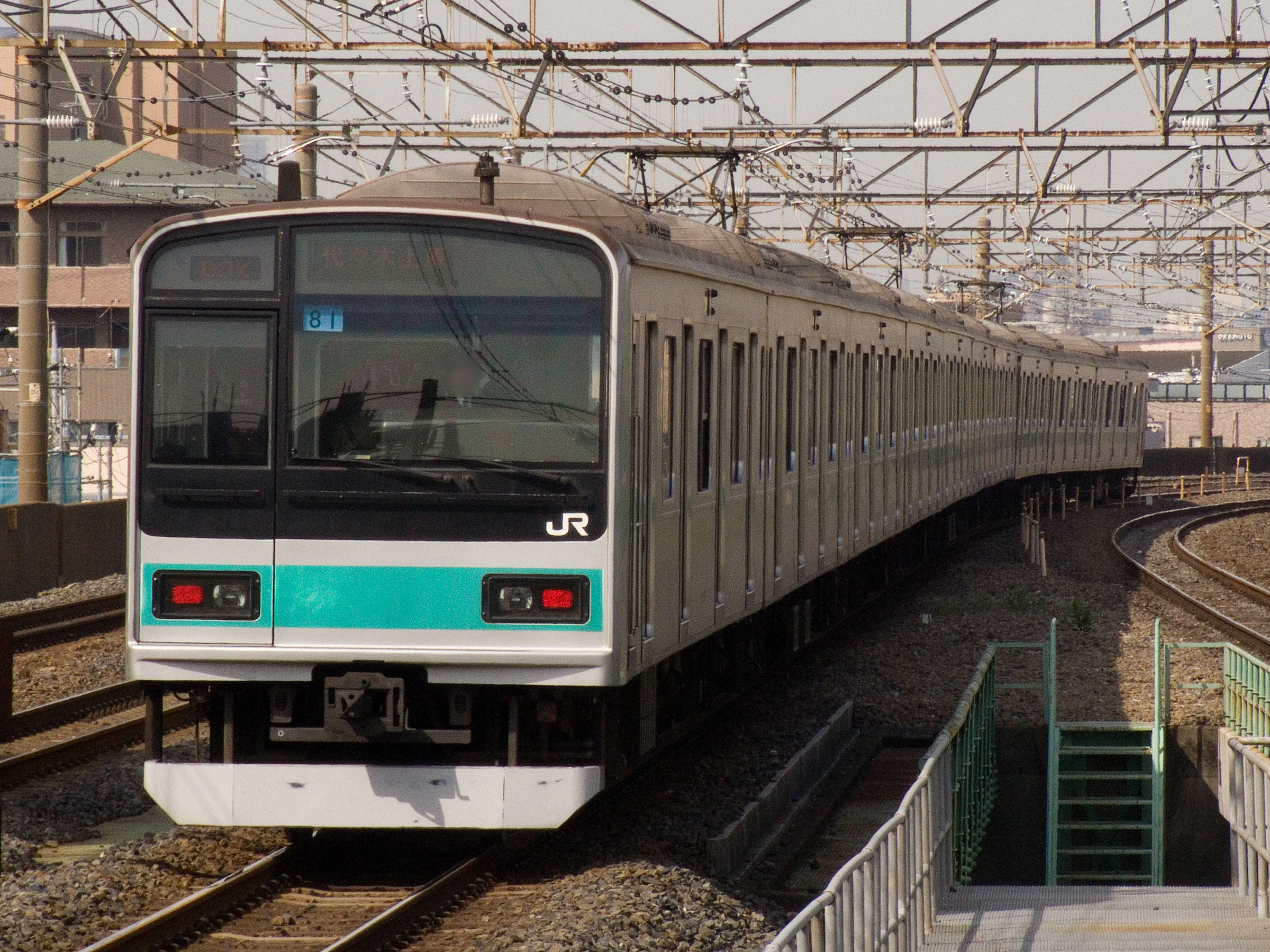
209계 1000번대

## 역사
- 1971년 4월 20일: 아야세 역 - 아비코 역 간 복복선화 완성. 덴노다이 역 개업. 기타카시와역 여객 영업 개시(화물역으로서의 개업은 1970년 4월 10일이다.) 제도고속도교통영단 지요다 선과 상호 직통 운전 개시（개시 당시는 가스미가세키 역까지）.
- 1973년 4월 1일: 신마쓰도역 개업.
- 1978년 3월 31일: 에이단 지하철 지요다 선의 요요기우에하라 역 연장에 따라 오다큐 오다와라 선 혼아쓰기 역까지 직통 운전 구간을 연장했다. (3사 직통은 에이단 차량만, 현재는 다마 선 가라키다 역까지).
- 1982년 11월 15일: 아비코 역 - 도리데 역간 복복선화. 203계 전동차 영업 운전 개시.
- 1986년
  - 3월: 103계 1000번대 전동차 영업 운전 종료.
  - 11월 1일: 207계 900번대 전동차 영업 운전 개시.
- 1987년 4월 1일: 민영화에 따라 동일본 여객철도의 소속이 되었다.
- 1999년 12월 4일: 209계 1000번대 전동차 영업 운전 개시.
- 2001년 11월 18일: 기타센주 역 - 도리데 역 간에서 스이카 및 제휴 교통카드의 사용이 가능해졌다.
- 2002년 3월 23일: 오다큐 선내 시종착 직결 운행 전철이 1일 1편을 빼놓고 가라키다 역 발착의 급행·다마 급행으로 변경되었다.
- 2003년 3월 29일: 오다큐 선내에서 시종착하는 3사 직결 운행 준급을 폐지. 이로써 3사 구간 직결 운행 열차는 아침 러시 시간대의 아야세 시종착 준급을 빼놓고 가라키다 역 시종착 급행·다마 급행만 남게 되었다.
- 2009년
  - 9월 9일: E233계 2000번대 전동차 영업 운전 개시.
  - 12월 5일: 207계 900번대 전동차 영업 운전 종료.
- 2010년
  - 2010년: E233계 2000번대 도입으로 인한 203계의 일부 편성 은퇴
- 2011년
  - 2011년: 203계의 대부분 편성 은퇴
  - 9월 26일: 203계 은퇴 및 운행 이탈, 따라서 203계 운행 종료
- 2016년
  - 2016년: 오다큐 4000형 전동차 운행 개시, 혼아쓰기 행 준급 운행 개시.

## 역 목록
- 닛포리역 - 우에노역 간의 거리는 2.2 km, 닛포리 역 - 도쿄역 간의 거리는 5.8 km.
- 조반선 전체 역 목록은 조반선#역 목록을, 조반 쾌속선 정차역 목록은 조반 쾌속선#역 목록을 참조.

| 역번호                                                                                                 | 역명                                                                                                   | 일본어 역명                                                                                            | 접속 노선 | 역간 거리                                                                                              | 누적 거리                                                                                              | 누적 거리                                                                                              | 소재지                                                                                                 | 소재지              |
| 역번호                                                                                                 | 역명                                                                                                   | 일본어 역명                                                                                            | 접속 노선 | 역간 거리                                                                                              | 아야세 기준                                                                                            | 닛포리 기준                                                                                            | 소재지                                                                                                 | 소재지              |
| ○ 도쿄 메트로 지요다선 요요기우에하라 경유 ■ 오다큐 전철 오다와라 선·다마 선 가라키다 역까지 직결 운행 | ○ 도쿄 메트로 지요다선 요요기우에하라 경유 ■ 오다큐 전철 오다와라 선·다마 선 가라키다 역까지 직결 운행 | ○ 도쿄 메트로 지요다선 요요기우에하라 경유 ■ 오다큐 전철 오다와라 선·다마 선 가라키다 역까지 직결 운행 | ○ 도쿄 메트로 지요다선 요요기우에하라 경유 ■ 오다큐 전철 오다와라 선·다마 선 가라키다 역까지 직결 운행                   | ○ 도쿄 메트로 지요다선 요요기우에하라 경유 ■ 오다큐 전철 오다와라 선·다마 선 가라키다 역까지 직결 운행 | ○ 도쿄 메트로 지요다선 요요기우에하라 경유 ■ 오다큐 전철 오다와라 선·다마 선 가라키다 역까지 직결 운행 | ○ 도쿄 메트로 지요다선 요요기우에하라 경유 ■ 오다큐 전철 오다와라 선·다마 선 가라키다 역까지 직결 운행 | ○ 도쿄 메트로 지요다선 요요기우에하라 경유 ■ 오다큐 전철 오다와라 선·다마 선 가라키다 역까지 직결 운행 |                     |
| --- | --- | --- | --- | --- | --- | --- | --- | ------------------- |
| C 18                                                                                                   | 기타센주                                                                                               | 北千住                                                                                                 | ■ 조반 쾌속선 ○ 도쿄 메트로 지요다선 ○ 도쿄 메트로 히비야선 ■ 도부 철도 이세사키 선 수도권 신도시 철도 쓰쿠바 익스프레스 | - | -2.5                                                                                                   | 5.2 | 도쿄도                                                                                                 | 아다치구            |
| C 19 JL 19                                                                                             | 아야세                                                                                                 | 綾瀬                                                                                                   | ○ 도쿄 메트로 지요다선 기타아야세 지선                                                                                   | 2.5 | 0.0 | 7.7 | 도쿄도                                                                                                 | 아다치구            |
| JL 20                                                                                                  | 가메아리                                                                                               | 亀有                                                                                                   | | 2.2 | 2.2 | 9.9 | 도쿄도                                                                                                 | 가쓰시카구          |
| JL 21                                                                                                  | 가나마치                                                                                               | 金町                                                                                                   | ■ 게이세이 전철 가나마치 선 (게이세이카나마치 역)                                                                        | 1.9 | 4.1 | 11.8                                                                                                   | 도쿄도                                                                                                 | 가쓰시카구          |
| JL 22                                                                                                  | 마쓰도                                                                                                 | 松戸                                                                                                   | ■ 조반 쾌속선 신케이세이 전철 신케이세이 선                                                                              | 3.9 | 8.0 | 15.7                                                                                                   | 지바현                                                                                                 | 마쓰도시            |
| JL 23                                                                                                  | 기타마쓰도                                                                                             | 北松戸                                                                                                 | | 2.1 | 10.1                                                                                                   | 16.8                                                                                                   | 지바현                                                                                                 | 마쓰도시            |
| JL 24                                                                                                  | 마바시                                                                                                 | 馬橋                                                                                                   | 류테쓰 나가레야마 선 | 1.3 | 11.4                                                                                                   | 18.2                                                                                                   | 지바현                                                                                                 | 마쓰도시            |
| JL 25                                                                                                  | 신마쓰도                                                                                               | 新松戸                                                                                                 | ■ 무사시노 선 류테쓰 나가레야마 선 (고야 역)                                                                             | 1.6 | 13.0                                                                                                   | 19.8                                                                                                   | 지바현                                                                                                 | 마쓰도시            |
| JL 26                                                                                                  | 기타코가네                                                                                             | 北小金                                                                                                 | | 1.3 | 14.3                                                                                                   | 21.1                                                                                                   | 지바현                                                                                                 | 마쓰도시            |
| JL 27                                                                                                  | 미나미카시와                                                                                           | 南柏                                                                                                   | 2.5 | 16.8                                                                                                   | 24.5                                                                                                   | 가시와시                                                                                               | 지바현                                                                                                 |                     |
| JL 28                                                                                                  | 가시와                                                                                                 | 柏 | ■ 조반 쾌속선 ■ 도부 철도 노다 선                                                                                        | 2.4 | 19.2                                                                                                   | 가시와시                                                                                               | 지바현                                                                                                 | 26.9                |
| JL 29                                                                                                  | 기타카시와                                                                                             | 北柏                                                                                                   | | 2.3 | 21.5                                                                                                   | 가시와시                                                                                               | 지바현                                                                                                 | 29.2                |
| JL 30                                                                                                  | 아비코                                                                                                 | 我孫子                                                                                                 | ■ 조반 쾌속선 · 나리타선                                                                                                 | 2.1 | 23.6                                                                                                   | 31.3                                                                                                   | 지바현                                                                                                 | 아비코시            |
| JL 31                                                                                                  | 덴노다이                                                                                               | 天王台                                                                                                 | | 2.7 | 26.3                                                                                                   | 34.0                                                                                                   | 지바현                                                                                                 | 아비코시            |
| JL 32                                                                                                  | 도리데                                                                                                 | 取手                                                                                                   | ■ 조반선 ■ 조반 쾌속선 간토 철도 조소 선                                                                                 | 3.4 | 29.7                                                                                                   | 37.4                                                                                                   | 이바라키현 도리데시                                                                                    | 이바라키현 도리데시 |

## 같이 보기
- 조반선
- 조반 쾌속선
- 도쿄 지하철 지요다 선